# 劉明燈
劉明燈（1838年—1895年），字照遠，號簡青，土家族，湖南大庸（今張家界永定）人，清朝武官，曾任臺灣鎮總兵、甘南提督，長於書法。

## 生平

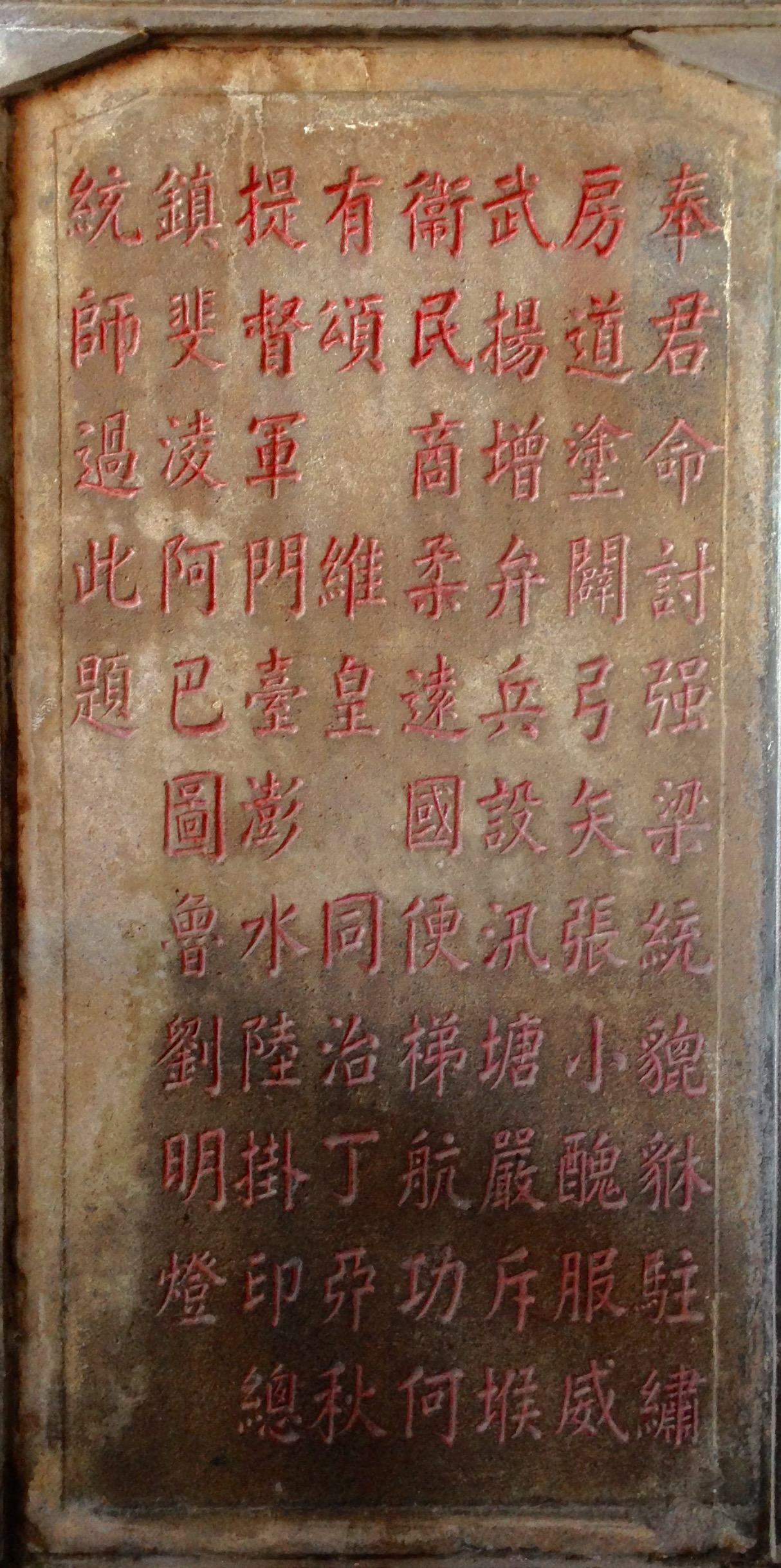
劉明燈統帥過福安村題名碑，為紀念南岬之盟，劉明燈勒石於車城庄福德廟。

劉明燈咸豐年間中武舉，1861年率所部三千人入左宗棠湘軍楚勇部，劉明燈與其弟劉明珍均是左宗棠麾下僅次劉典的將領，由於作戰英勇升至福寧總兵。清穆宗同治五年（1866年）奉旨接任曾元福擔任臺灣總兵，率所部楚軍新左營弁勇赴臺，可視為左宗棠調其親信湘軍入臺之始。 之後雖亦有少數淮軍入臺，但是直到劉銘傳時代，湘軍一直是臺灣駐軍的主力。
現在臺灣新北市名勝雄鎮蠻煙碑、虎字碑、金字碑，皆是劉明燈巡防臺灣所立的，並且是他親筆墨寶，書法一絕。另外，清朝與美國的知名外交事件－羅發號事件也是在劉明燈任臺灣總兵時所發生。
明燈後任甘南提督，清德宗光緒四年（1878年）以丁憂故解甲歸田，在故里作慈善活動，興學、立坊，修橋、鋪路、興水利、設義渡等。
據宜蘭舉人林步瀛等15人所撰文，他們對劉明燈評價相當高，「揆文奮武，兼詞章篆隸以名家；移孝作忠，歷皖翻閩江而奏績」。有「輕裘緩帶，羊叔子之高風；羽扇綸巾，武鄉侯之雅度」。
在左宗棠奏摺《揀員調補台灣鎮總兵摺》中，稱許劉明燈「謀勇兼資，廉幹而善拊循，朴質而通方略，可望成一名將。」

## 事件
- 羅發號事件：1867年（同治六年）三月（陽曆），美國商船羅發號（Rover，又譯羅妹號）遭風浪漂流至屏東七星岩觸礁沉沒，船長亨特·漢特（J. W. Hunt）夫婦等十三人遭龜仔甪社出草殺害。同年4月19日臺灣總兵劉明燈、兵備道吳大廷接見李仙得時，出示照會時言：「臺地生番穴處猱居，不載版圖，為聲教所不及，今該船遭風誤陷絕地，為思慮防範所不到，苟可盡力搜捕，無不飛速檄行，無煩合眾國兵力相幫辦理」[3]
- 安平砲擊事件：安平砲擊事件發生於1868年11月25日到12月2日，事件成因複雜，以樟腦糾紛為主的通商問題與埤頭教案為主。英國軍艦於11月25日下午砲擊安平，26日凌晨襲擊臺灣水師協官署，清兵11名陣亡6名受傷，水師協署副將江國珍受傷藏匿民家，後服毒自盡[4] 。27日與自臺灣府趕來支援的清兵發生戰鬥，清兵的火藥庫遭英軍放火。劉明燈以英方強橫企圖再戰，但為地方仕紳以「從前粵東洋務，前事可鑒」所勸阻而停戰談和。[5]

## 文化資產
劉明燈在臺的有形文化資產有:
- 坪林茶業博物館之虎字碑
- 貢寮區草嶺古道之虎字碑
- 雄鎮蠻煙碑
- 金字碑
- 礁溪勅建協天廟匾[6]
- 新埔劉家祠本支百世匾
- 車城福安宮劉明燈統師過福安村題名碑
- 台南大天后宮欲加提督銜鎮守臺澎掛印總兵官斐凌阿巴圖魯劉明燈贈匾

## 影視形象
| 年份 | 作品                      | 演員   |
| ---- | ------------------------- | ------ |
| 2002 | 台灣奇案—宜蘭礁溪白雞告狀 | 楊仲恩 |
| 2021 | 斯卡羅                    | 黃健瑋 |